# Popis promjena imena gradova
Popis promjena imena gradova je popis gradova, čija su se imena mijenjala tijekom vremena. 

## Hrvatska
- Kardeljevo → Ploče
- Podravska Slatina → Slatina
- Slavonska Požega → Požega
- Titova Korenica → Korenica
- Zelina → Sveti Ivan Zelina

### Antička imena hrvatskih gradova
- Adturres → Crikvenica
- Aenona → Nin
- Arupium → Otočac
- Ausancalio → Gračac
- Bolentium → Đurđevac
- Carrodunum → Virovitica
- Crisium → Križevci
- Epidaurus → Cavtat
- Iadera → Zadar
- Iovia → Ludbreg
- Issa → Vis
- Marsonia → Slavonski Brod
- Muccurum → Makarska
- Mursa → Osijek
- Parentium → Poreč
- Pola → Pula
- Ragusium → Dubrovnik
- Salona → Solin
- Scardona → Skradin
- Senia → Senj
- Siscia → Sisak
- Spalatum → Split
- Tarsatica → Rijeka
- Tininum → Knin
- Tragurium → Trogir
- Vervae → Valpovo

## Bosna i Hercegovina
- Duvno → Tomislavgrad
- Lištica → Široki Brijeg
- Pucarevo → Novi Travnik

## Crna Gora
- Ivangrad → Berane
- Titograd → Podgorica

## Češka
- Gottwaldov → Zlín

## Demokratska Republika Kongo
- Elisabethville → Lubumbashi
- Leopoldville → Kinshasa

## Francuska
- Lutecija → Pariz

## Gruzija
- Tiflis → Tbilisi

## Indija
- Benares → Varanasi
- Bombaj → Mumbai
- Kalkuta → Kolkata
- Madras → Chennai

## Japan
- Edo → Tokio

## Kazahstan
- Alma Ata → Almati

## Kina
- Kanton → Guangzhou
- Nanking → Nanjing
- Peking → Beijing

## Kirgistan
- Frunze → Biškek

## Njemačka
- Karl-Marx-Stadt → Chemnitz

## Norveška
- Christiania → Oslo

## Poljska
- Danzig → Gdansk
- Breslau → Wrocław

## Rusija
- Caricin → Staljingrad → Volgograd
- Georgiju-Dež → Liski
- Gorki → Nižnji Novgorod
- Kalinjin → Tver
- Kalinjingrad → Königsberg
- Kujbišev → Samara
- Lenjingrad → Petrograd
- Molotov → Perm
- Ordžonikidze → Vladikavkaz
- Sverdlovsk →Ekaterinburg

## SAD
- Novi Amsterdam → New York City

## Slovenija
- Emona → Laibach → Ljubljana
- Titovo Velenje → Velenje

## Srbija
- Svetozarevo → Jagodina
- Titovo Užice → Užice
- Titov Vrbas → Vrbas

## Turkmenistan
- Kyzyl-Su → Krasnovodsk → Turkmenbaši

## Turska
- Konstantinopol → Istanbul

## Ukrajina
- Stalino → Donjeck
- Vorošilovgrad → Luhansk

## Vijetnam
- Saigon → Ho Ši Min